# Wadim Robertowitsch Regel
Wadim Robertowitsch Regel (russisch Вадим Робертович Регель; * 7. Apriljul. / 20. April 1917greg.; † 2004) war ein russischer Physiker und Hochschullehrer.

## Leben
Regel war der Sohn des adligen Botanikers Robert Eduardowitsch Regel. In den 1930er Jahren arbeitete Regel im Leningrader Physikalisch Technischen Institut (LFTI) der Akademie der Wissenschaften der UdSSR (AN-SSSR). Während des Deutsch-Sowjetischen Krieges arbeitete er an der Entwicklung von Methoden zur Entmagnetisierung der Schiffe der Baltischen Flotte mit. 1946 wurde er Mitglied der KPdSU.
1946 wurde Regel in Moskau wissenschaftlicher Mitarbeiter des von Pjotr Leonidowitsch Kapiza geleiteten Instituts für Physikalische Probleme der AN-SSSR. Zusätzlich wurde er 1947 Dozent am Lehrstuhl für Tieftemperaturphysik der physikalischen Fakultät der Lomonossow-Universität Moskau (MGU). Er arbeitete in der Gruppe von Anatoli Petrowitsch Alexandrow, die die Isotopentrennung des Urans durch Thermodiffusion für das Sowjetische Atombombenprojekt entwickelte.
1952 wechselte Regel in das Institut für Kristallographie der AN-SSSR und lehrte ab 1954 am Lehrstuhl für Kristallographie der MGU. Dort begann er mit der experimentellen Untersuchung der Effekte der thermischen Bewegung der Atome auf die Vorgänge der plastischen Verformung und des Bruchs in Kristallen und Polymeren.
1959 kehrte Regel in das LFTI zurück und untersuchte Prozesse der Verformung und des Bruchs von Kompositwerkstoffen. In den 1970er Jahren leitete er das Laboratorium für Hochfestigkeitsphysik und war Vizedirektor des LFTI. 1980 kehrte er als Leiter des Laboratoriums für mechanische Eigenschaften der Kristalle in das Institut für Kristallographie zurück. Seine Arbeitsschwerpunkte waren die Bruchmechanik und die Kristalldefektstruktur der Kristalle im Hinblick auf die Kinetik der Verformungsprozesse.
Regels älterer Bruder war der Physiker Anatoli Robertowitsch Regel.

## Ehrungen, Preise
- Stalinpreis I. Klasse (1942) für die Entwicklung einer Methode zum Schutz der Schiffe[8]
- Orden des Roten Sterns (1945)
- Verdienter Wissenschaftler der RSFSR (1987)
- Orden der Ehre (1997)